# Heyah mama
Heyah mama is de tweede single van de Vlaamse muziekgroep K3, afkomstig van het album Parels. De single kwam uit in 1999.
De hoogste positie in de Single Top 100 in Nederland was plaats nummer 9. De single stond 23 weken in de Single Top 100. De hoogste positie in de Ultratop 50 in België was plaats nummer 2. De single stond 25 weken in deze hitlijst.

## Presentatie
Heyah mama werd geschreven voor het Songfestival van 1999, waar het pas opgerichte en nog vrij onbekende K3 als Belgische inzending heen wilde. Voorafgaand aan hun optreden stelden ze zich voor in een humoristisch filmpje. Nadat het nummer had geklonken, noemde jurylid Marcel Vanthilt de meisjes "fijne vleeswaren" en kraakte hij het liedje af als "babymuziek". Hij deed tevens de (sarcastische) suggestie het groepje maar bij Studio 100 onder te brengen, wat later inderdaad zou gebeuren.

## Tracklist
1. Heyah mama (3:21)
2. Heyah mama (instrumentaal) (3:21)

## Hitnoteringen

### Nederlandse Top 40
| Hitnotering: (Week 1 t/m 5) 02-09-2000 t/m 30-09-2000 Hitnotering: (Week 6 t/m 14) 28-10-2000 t/m 23-12-2000 | Hitnotering: (Week 1 t/m 5) 02-09-2000 t/m 30-09-2000 Hitnotering: (Week 6 t/m 14) 28-10-2000 t/m 23-12-2000 | Hitnotering: (Week 1 t/m 5) 02-09-2000 t/m 30-09-2000 Hitnotering: (Week 6 t/m 14) 28-10-2000 t/m 23-12-2000 | Hitnotering: (Week 1 t/m 5) 02-09-2000 t/m 30-09-2000 Hitnotering: (Week 6 t/m 14) 28-10-2000 t/m 23-12-2000 | Hitnotering: (Week 1 t/m 5) 02-09-2000 t/m 30-09-2000 Hitnotering: (Week 6 t/m 14) 28-10-2000 t/m 23-12-2000 | Hitnotering: (Week 1 t/m 5) 02-09-2000 t/m 30-09-2000 Hitnotering: (Week 6 t/m 14) 28-10-2000 t/m 23-12-2000 | Hitnotering: (Week 1 t/m 5) 02-09-2000 t/m 30-09-2000 Hitnotering: (Week 6 t/m 14) 28-10-2000 t/m 23-12-2000 | Hitnotering: (Week 1 t/m 5) 02-09-2000 t/m 30-09-2000 Hitnotering: (Week 6 t/m 14) 28-10-2000 t/m 23-12-2000 | Hitnotering: (Week 1 t/m 5) 02-09-2000 t/m 30-09-2000 Hitnotering: (Week 6 t/m 14) 28-10-2000 t/m 23-12-2000 | Hitnotering: (Week 1 t/m 5) 02-09-2000 t/m 30-09-2000 Hitnotering: (Week 6 t/m 14) 28-10-2000 t/m 23-12-2000 | Hitnotering: (Week 1 t/m 5) 02-09-2000 t/m 30-09-2000 Hitnotering: (Week 6 t/m 14) 28-10-2000 t/m 23-12-2000 | Hitnotering: (Week 1 t/m 5) 02-09-2000 t/m 30-09-2000 Hitnotering: (Week 6 t/m 14) 28-10-2000 t/m 23-12-2000 | Hitnotering: (Week 1 t/m 5) 02-09-2000 t/m 30-09-2000 Hitnotering: (Week 6 t/m 14) 28-10-2000 t/m 23-12-2000 | Hitnotering: (Week 1 t/m 5) 02-09-2000 t/m 30-09-2000 Hitnotering: (Week 6 t/m 14) 28-10-2000 t/m 23-12-2000 | Hitnotering: (Week 1 t/m 5) 02-09-2000 t/m 30-09-2000 Hitnotering: (Week 6 t/m 14) 28-10-2000 t/m 23-12-2000 | Hitnotering: (Week 1 t/m 5) 02-09-2000 t/m 30-09-2000 Hitnotering: (Week 6 t/m 14) 28-10-2000 t/m 23-12-2000 | Hitnotering: (Week 1 t/m 5) 02-09-2000 t/m 30-09-2000 Hitnotering: (Week 6 t/m 14) 28-10-2000 t/m 23-12-2000 |
| Week: | 1 | 2 | 3 | 4 | 5 | | 6 | 7 | 8 | 9 | 10 | 11 | 12 | 13 | 14 | |
| --- | --- | --- | --- | --- | --- | --- | --- | --- | --- | --- | --- | --- | --- | --- | --- | --- |
| Positie: | 27 | 30 | 28 | 35 | 31 | uit | 29 | 21 | 18 | 24 | 25 | 30 | 20 | 20 | 37 | uit |

### NederlandseSingle Top 100
| Hitnotering: 26-08-2000 t/m 03-02-2001 | Hitnotering: 26-08-2000 t/m 03-02-2001 | Hitnotering: 26-08-2000 t/m 03-02-2001 | Hitnotering: 26-08-2000 t/m 03-02-2001 | Hitnotering: 26-08-2000 t/m 03-02-2001 | Hitnotering: 26-08-2000 t/m 03-02-2001 | Hitnotering: 26-08-2000 t/m 03-02-2001 | Hitnotering: 26-08-2000 t/m 03-02-2001 | Hitnotering: 26-08-2000 t/m 03-02-2001 | Hitnotering: 26-08-2000 t/m 03-02-2001 | Hitnotering: 26-08-2000 t/m 03-02-2001 | Hitnotering: 26-08-2000 t/m 03-02-2001 | Hitnotering: 26-08-2000 t/m 03-02-2001 |
| Week:                                  | 1                                      | 2                                      | 3                                      | 4                                      | 5                                      | 6                                      | 7                                      | 8                                      | 9                                      | 10                                     | 11                                     | 12                                     |
| -------------------------------------- | -------------------------------------- | -------------------------------------- | -------------------------------------- | -------------------------------------- | -------------------------------------- | -------------------------------------- | -------------------------------------- | -------------------------------------- | -------------------------------------- | -------------------------------------- | -------------------------------------- | -------------------------------------- |
| Positie:                               | 41                                     | 24                                     | 21                                     | 18                                     | 23                                     | 25                                     | 23                                     | 21                                     | 19                                     | 12                                     | 9                                      | 9                                      |
| Week:                                  | 13                                     | 14                                     | 15                                     | 16                                     | 17                                     | 18                                     | 19                                     | 20                                     | 21                                     | 22                                     | 23                                     |                                        |
| Positie:                               | 9                                      | 10                                     | 15                                     | 11                                     | 14                                     | 18                                     | 21                                     | 25                                     | 34                                     | 50                                     | 70                                     | uit                                    |

### VlaamseUltratop 50
| Hitnotering: 01-05-1999 t/m 16-10-1999 | Hitnotering: 01-05-1999 t/m 16-10-1999 | Hitnotering: 01-05-1999 t/m 16-10-1999 | Hitnotering: 01-05-1999 t/m 16-10-1999 | Hitnotering: 01-05-1999 t/m 16-10-1999 | Hitnotering: 01-05-1999 t/m 16-10-1999 | Hitnotering: 01-05-1999 t/m 16-10-1999 | Hitnotering: 01-05-1999 t/m 16-10-1999 | Hitnotering: 01-05-1999 t/m 16-10-1999 | Hitnotering: 01-05-1999 t/m 16-10-1999 | Hitnotering: 01-05-1999 t/m 16-10-1999 | Hitnotering: 01-05-1999 t/m 16-10-1999 | Hitnotering: 01-05-1999 t/m 16-10-1999 | Hitnotering: 01-05-1999 t/m 16-10-1999 |
| Week:                                  | 1                                      | 2                                      | 3                                      | 4                                      | 5                                      | 6                                      | 7                                      | 8                                      | 9                                      | 10                                     | 11                                     | 12                                     | 13                                     |
| -------------------------------------- | -------------------------------------- | -------------------------------------- | -------------------------------------- | -------------------------------------- | -------------------------------------- | -------------------------------------- | -------------------------------------- | -------------------------------------- | -------------------------------------- | -------------------------------------- | -------------------------------------- | -------------------------------------- | -------------------------------------- |
| Positie:                               | 38                                     | 26                                     | 21                                     | 18                                     | 14                                     | 10                                     | 4                                      | 2                                      | 3                                      | 3                                      | 3                                      | 2                                      | 4                                      |
| Week:                                  | 14                                     | 15                                     | 16                                     | 17                                     | 18                                     | 19                                     | 20                                     | 21                                     | 22                                     | 23                                     | 24                                     | 25                                     |                                        |
| Positie:                               | 5                                      | 4                                      | 5                                      | 5                                      | 7                                      | 8                                      | 10                                     | 20                                     | 34                                     | 39                                     | 37                                     | 45                                     | uit                                    |

### VlaamseRadio 2 Top 30
| Hitnotering: 08-05-1999 t/m 18-09-1999 | Hitnotering: 08-05-1999 t/m 18-09-1999 | Hitnotering: 08-05-1999 t/m 18-09-1999 | Hitnotering: 08-05-1999 t/m 18-09-1999 | Hitnotering: 08-05-1999 t/m 18-09-1999 | Hitnotering: 08-05-1999 t/m 18-09-1999 | Hitnotering: 08-05-1999 t/m 18-09-1999 | Hitnotering: 08-05-1999 t/m 18-09-1999 | Hitnotering: 08-05-1999 t/m 18-09-1999 | Hitnotering: 08-05-1999 t/m 18-09-1999 | Hitnotering: 08-05-1999 t/m 18-09-1999 | Hitnotering: 08-05-1999 t/m 18-09-1999 | Hitnotering: 08-05-1999 t/m 18-09-1999 | Hitnotering: 08-05-1999 t/m 18-09-1999 | Hitnotering: 08-05-1999 t/m 18-09-1999 | Hitnotering: 08-05-1999 t/m 18-09-1999 | Hitnotering: 08-05-1999 t/m 18-09-1999 | Hitnotering: 08-05-1999 t/m 18-09-1999 | Hitnotering: 08-05-1999 t/m 18-09-1999 | Hitnotering: 08-05-1999 t/m 18-09-1999 | Hitnotering: 08-05-1999 t/m 18-09-1999 | Hitnotering: 08-05-1999 t/m 18-09-1999 |
| Week:                                  | 1                                      | 2                                      | 3                                      | 4                                      | 5                                      | 6                                      | 7                                      | 8                                      | 9                                      | 10                                     | 11                                     | 12                                     | 13                                     | 14                                     | 15                                     | 16                                     | 17                                     | 18                                     | 19                                     | 20                                     |                                        |
| -------------------------------------- | -------------------------------------- | -------------------------------------- | -------------------------------------- | -------------------------------------- | -------------------------------------- | -------------------------------------- | -------------------------------------- | -------------------------------------- | -------------------------------------- | -------------------------------------- | -------------------------------------- | -------------------------------------- | -------------------------------------- | -------------------------------------- | -------------------------------------- | -------------------------------------- | -------------------------------------- | -------------------------------------- | -------------------------------------- | -------------------------------------- | -------------------------------------- |
| Positie:                               | 26                                     | 21                                     | 18                                     | 14                                     | 10                                     | 4                                      | 2                                      | 3                                      | 3                                      | 3                                      | 2                                      | 4                                      | 5                                      | 4                                      | 5                                      | 5                                      | 7                                      | 8                                      | 10                                     | 20                                     | uit                                    |

## Coverversies
Alleen K3 zelf al heeft dit lied in minstens vier versies gezongen. De originele versie, die gezongen werd tijdens Eurosong, heeft een afwijkend middenstuk. De tweede versie is degene die op single werd uitgebracht. Tijdens enkele liveshows werd een licht afwijkende versie gebruikt; deze versie vormde de basis voor Heyah Mama van X4. De meest recente versie werd gebruikt voor de show K3 en het Toverhart, alsook door de coverbands Wir 3, UK3 en K3 samen met Josje. Voor de nieuwe K3 werd het gehele lied geüpdatet. Deze nieuwe versie is ook door de 'oude' K3 ingezongen als 2015-remix in de Loko Le-cd. 

### Wir 3
Heyah mama is ook, in Duitse vertaling, de debuutsingle van de K3-coverband WIR3, afkomstig van het album Wir 3. De band is door Studio 100 opgericht om de K3-hits in de Duitstalige markt te introduceren. 
Het lied werd uitgebracht in 2007. De single stond zeven weken in de Duitse hitparade; de hoogste positie was de 47e. In Zwitserland haalde de cover nummer 62 en in Oostenrijk nummer 38.

### Babette Van Cleemput
Begin augustus 2015 postte de Antwerpse studente Babette Van Cleemput een Engelstalige, akoestische cover van het lied op YouTube, die een maand later al meer dan 100.000 keer was bekeken. Componist Miguel Wiels liet op Twitter zijn waardering voor deze versie blijken. Begin september werd deze versie op single uitgebracht.

### Plagiaatgeval van The Flowers
De Chinese mandopopgroep The Flowers bracht in 2008 een liedje uit dat het refrein van "Heyah mama" gebruikt. Dit nummer is niet geautoriseerd. Toen de overeenkomst in augustus 2015 iemand opviel, ontkenden de leden van de inmiddels gestopte band dit plagiaat. Niettemin werden ze in het verleden al diverse keren voor vergelijkbare zaken aangeklaagd.

## Tracklist
1. Heyah mama (3:25)
2. Heyah mama (Extended)
3. I Love You Baby
4. Heyah mama (Karaoke)
5. I Love You Baby (Karaoke)
6. Heyah Mama (Clip)